# Велика Британія на літніх Олімпійських іграх 1932
На літніх Олімпійських іграх 1932 року Велику Британію представляли 108 спортсменів (90 чоловіків та 18 жінок). Вони завоювали 4 золотих, 7 срібних та 5 бронзових медалей, що вивело збірну на 8-е місце у неофіційному командному заліку.

## Медалісти
| Медаль | Спортсмен                                                   | Вид спорту            | Дисципліна                                |
| ------ | ----------------------------------------------------------- | --------------------- | ----------------------------------------- |
| Золото | Томас Гемпсон                                               | Легка атлетика        | Чоловіки, 800 м                           |
| Золото | Томас Ґрін                                                  | Легка атлетика        | Чоловіки, ходьба 50 км                    |
| Золото | Льюїс Клайв Г'ю Едвардс                                     | Академічне веслування | Чоловіки, двійки орні без рульового       |
| Золото | Джон Бедкок Г'ю Едвардс Джек Бересфорд Роуленд Джордж       | Академічне веслування | Чоловіки, четвірки розпашні без рульового |
| Срібло | Джеррі Корнс                                                | Легка атлетика        | Чоловіки, 1500 м                          |
| Срібло | Семюел Ферріс                                               | Легка атлетика        | Чоловіки, марафон                         |
| Срібло | Томас Евенсон                                               | Легка атлетика        | Чоловіки, 3000 м з перешкодами            |
| Срібло | Томас Гемпсон Девід Берлі Годфрі Ремплінг Крю Стоунлі       | Легка атлетика        | Чоловіки, естафета 4 × 400 м              |
| Срібло | Стенлі Чамберс Ернест Чамберс                               | Велоспорт             | Чоловіки, тандем                          |
| Срібло | Джуді Гіннесс                                               | Фехтування            | Жінки, рапіра, особиста першість          |
| Срібло | Пітер Джефф Джордж Колін Ретсі                              | Вітрильний спорт      | Клас «Зоряний»                            |
| Бронза | Дональд Фінлей                                              | Легка атлетика        | Чоловіки, 110 м з бар'єрами               |
| Бронза | Неллі Холстід Ейлін Гіскок Гвендолайн Портер Вайолет Вебб   | Легка атлетика        | Жінки, естафета 4 × 100 м                 |
| Бронза | Френк Саутхолл Вільям Гарвелл Чарльз Голланд Ернест Джонсон | Велоспорт             | Чоловіки, командна гонка переслідування   |
| Бронза | Валері Девіс                                                | Плавання              | Жінки, 100 м на спині                     |
| Бронза | Джойс Купер Валері Девіс Една Г'юз Гелен Варкоу             | Плавання              | Жінки, естафета 4 × 100 м вільним стилем  |